# ゆめのか

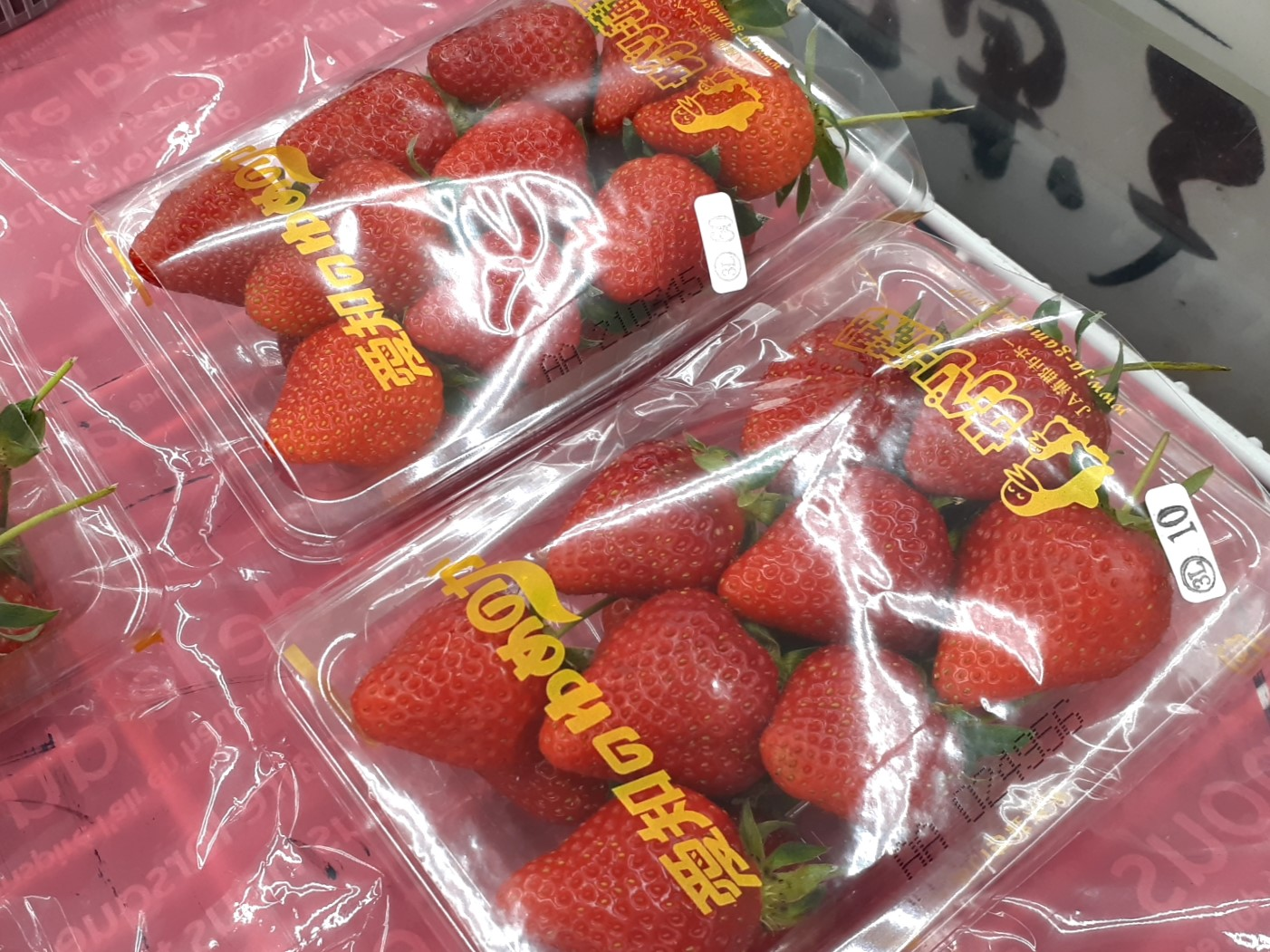
ゆめのかの市販パック（蒲郡市）

ゆめのかは、日本・愛知県で育成されたイチゴの品種。日本全国で栽培されている。
2007年3月に品種登録された。

## 開発経緯
特徴ある食味や香り、果皮の硬さ、安定した連続出蕾性を合わせ持った促成栽培用品種の育成をめざして開発された。
子房親は九州沖縄農業研究センターが育成した「久留米55号」で、これは玉揃いが良く連続出蕾性がある品種であった。花粉親は「系統531」で果皮が硬い特徴があった。なお、系統531は女峰、ビーストロ（愛知県育成品種）、アイストロ（愛知県育成品種）を交配してできた系統である。
系統名は「愛知6号」。

## 名称
「夢のかなうおいしい苺」という願いから「ゆめのか」と名付けられた。
これに併せて、豊橋市では受験生向けに合格祈願苺「ゆめのか」として合格みくじを仕込んだ特別パッケージ製品を2021年に販売した。

## 特徴
- 果実は円錐形[1][5]。
- 果皮は鮮紅色で完全着色後の暗色化が遅い[1]。
- 完熟した状態でも果皮は硬め[5]。
- 連続出蕾性に優れており、2月末頃までの早期収量が多い[1]。
- 房あたりの果実数が多くなりやすいので、摘果管理が必要[1]。